# 丹景山镇
丹景山镇，是中华人民共和国四川省成都市彭州市下辖的一个乡镇级行政单位。

## 行政区划
丹景山镇下辖以下地区：
关口社区、石洞埝社区、东前社区、石牛社区、白塔社区、前方村、杉柏村、东方村、双松村、集埝村、丹景村、马桑村、石河村、东河村、将军村、新春村、五柏村和武备村。